# John McDonald (baseball)
Pour les articles homonymes, voir McDonald.
John Joseph McDonald (né le 24 septembre 1974 à New London, Connecticut, États-Unis) est un ancien joueur de la Ligue majeure de baseball. Ce joueur de champ intérieur, qui pouvait évoluer aussi bien au deuxième but qu'à l'arrêt-court ou au troisième but, a joué de 1999 à 2014.
Brièvement membre des Red Sox de Boston, McDonald savoure avec eux la conquête de la Série mondiale 2013.

## Carrière
John McDonald est drafté en 12e ronde par les Indians de Cleveland en 1996. Il fait ses débuts dans les majeures avec cette équipe le 4 juillet 1999. 
Après la saison 2004, Cleveland l'échange aux Blue Jays de Toronto en retour du lanceur droitier Tom Mastny. Les Jays cèdent McDonald aux Tigers de Detroit durant l'été 2005, avant de racheter son contrat une fois la saison terminée.
McDonald s'aligne de nouveau depuis 2006 avec les Blue Jays de Toronto, où ses qualités défensives sont mises à contribution à diverses positions à l'avant-champ. Il joue aux postes de deuxième but, de troisième but et d'arrêt-court. En 2007, il prend le deuxième rang dans la Ligue américaine pour le nombre de coups sacrifices déposés avec succès, avec un total de 12, soit un de moins que Corey Patterson des Orioles de Baltimore.
Le 23 août, les Blue Jays échangent McDonald et le joueur de deuxième but Aaron Hill aux Diamondbacks de l'Arizona en retour du joueur de deuxième but Kelly Johnson. En novembre 2011, McDonald accepte un contrat de 3 millions de dollars pour deux ans avec Arizona.
Il est échangé des Diamondbacks aux Pirates de Pittsburgh le 20 mars 2013. Après 16 matchs joués en 2013 pour Pittsburgh, il est transféré aux Indians de Cleveland, pour qui il ne participe qu'à 8 parties avant de passer aux Phillies de Philadelphie.
Le 31 août 2013, les Phillies transfèrent McDonald aux Red Sox de Boston contre le lanceur des ligues mineures Nefi Ogando. Il joue ses 6 derniers matchs de la saison régulière avec les Sox, sa quatrième équipe en 2013. En 51 matchs, il a compté 8 coups sûrs dont un circuit pour une faible moyenne au bâton de, 111 et une moyenne de présence sur les buts de, 197. Il ne joue pas en séries éliminatoires mais savoure tout de même la conquête de la Série mondiale 2013 par les Red Sox.
Il rejoint les Angels de Los Angeles d'Anaheim sur un contrat des ligues mineures en janvier 2014.